# Jacques Lenfant
Jacques Lenfant, né à le 13 avril 1661 à Bazoches et mort le 7 aout 1728 à Berlin, est un pasteur protestant et un historien allemand de naissance française.

## Biographie
Jacques Lenfant est le fils de Paul Lenfant et d'Anne Dergnoust de Pressinville, pasteur à Bazoches, puis à Châtillon-sur-Loing jusqu’à la révocation de l’Édit de Nantes, date à laquelle il émigre à Marbourg,. Lenfant commença sa théologie à l’académie de Saumur et alla la continuer à l'Université de Genève. Il espérait, ses études terminées, s’y faire recevoir comme ministre de l’Église genevoise, mais il rencontre l'opposition d'une partie du clergé : les pasteurs Gautier et de Prez l'ayant dénoncé au consistoire comme socinien, la consécration lui est refusée. Il se rend alors à Heidelberg où il reçoit la consécration en aout 1684.
En 1688, l'invasion du Palatinat par les Français l'oblige à quitter Heidelberg, car il avait vigoureusement attaqué les jésuites dans un ouvrage peu auparavant. Il part pour Berlin où il arrive au mois de novembre. Frédéric Ier de Prusse, prince-électeur de Brandebourg, l'accueille volontiers et le met au nombre des pasteurs de l’église française de Berlin. Entré en fonction le jour de Pâques 1689, Jacques Lenfant y exerce son ministère pendant plus de 39 ans. C’est lui qui fait, le 1er mars 1705, la dédicace du Temple français de la Friedrichstadt, troisième lieu de culte berlinois des émigrés huguenots. Quelque temps après son arrivée à Berlin, il avait été également choisi par la reine Sophie-Charlotte comme aumônier, et à la mort de cette princesse, il fut nommé prédicateur de son fils, le roi Frédéric-Guillaume Ier, et enfin le titre  de conseiller du consistoire supérieur, et membre du Conseil français.

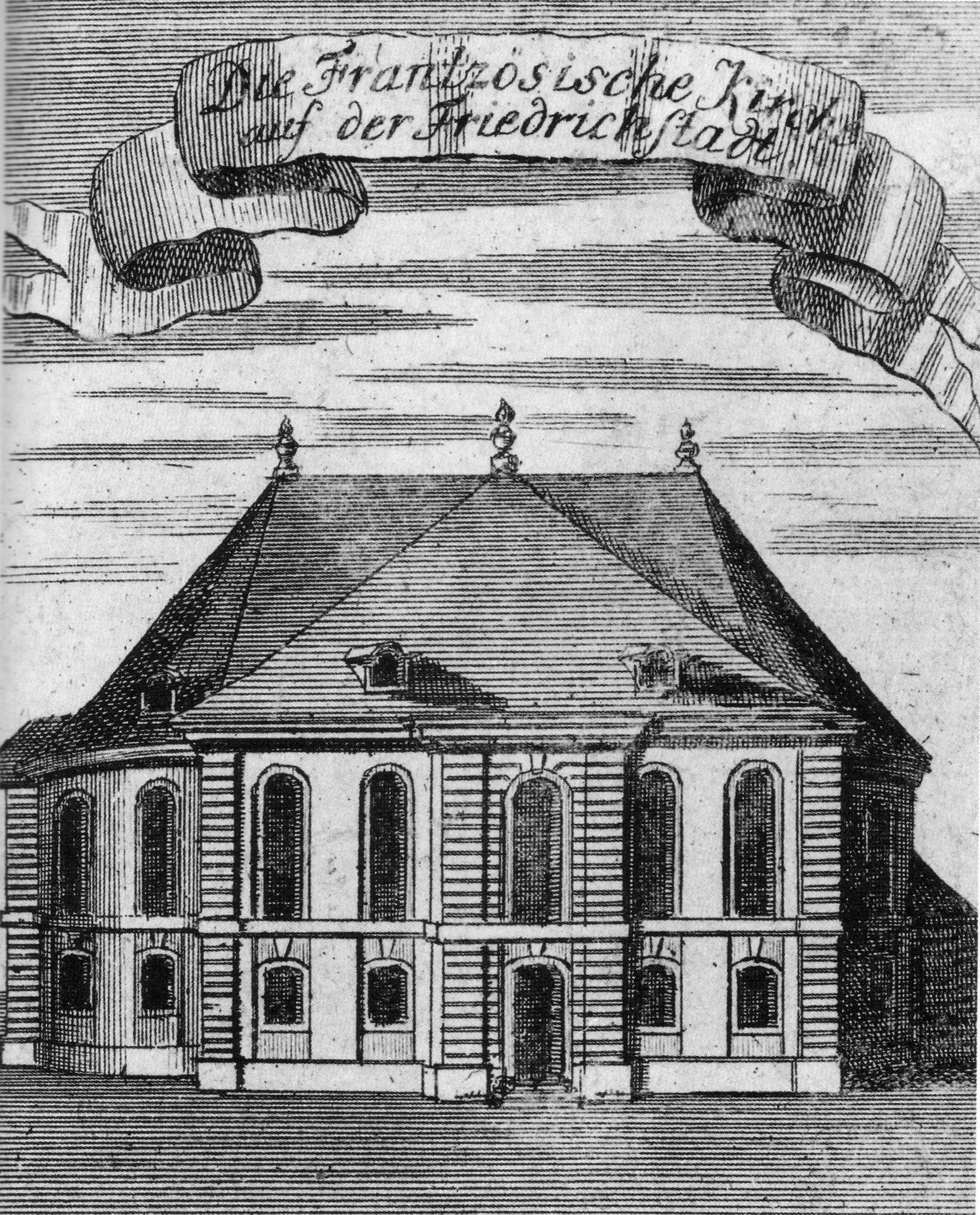
Le temple de la Friedrichsstadt en 1740.

En 1707, il visita la Hollande et l’Angleterre et la reine Anne d'Angleterre, l’ayant entendu prêcher, voulut le retenir à sa cour en qualité d'aumônier. Toutefois Lenfant ne put se résoudre à accepter cette offre car il ne voulait pas s'éloigner longtemps de Berlin, qui lui était cher, et où il voulait continuer à travailler, sachant que ses travaux s'appuyaient sur des recherches dans les archives et les bibliothèques d’Allemagne. Il travailla ainsi à Helmstedt en 1712 et à Leipzig en 1715.
Il entre en 1710 à la Société pour la propagation de la foi, établie en Angleterre, et, en 1724, à l’Académie royale des sciences de Prusse en 1724. 
Le 29 juillet 1728, il est victime d'une attaque de paralysie qui se répéte, plus violente, le 4 aout. Il meurt le 7 août, dans sa soixante-septième année, et est enterré au pied de la chaire dans l’église du Werder. 
Bien qu'il ait été marié de puis 1705 avec Émilie Gourjault de Venours, il ne laisse aucun enfant.

## Jugement et postérité

### Jugement de ses contemporains
D’une taille au-dessous de la moyenne, d’un extérieur négligé, rien, au premier abord, ne semblait justifier la réputation dont il jouissait, si ce n’est quelque chose de fin, de spirituel dans sa physionomie et sa conversation. Il était aimé et estimé à cause de l’excellence de son cœur qui le rendait indulgent et qui le disposait à rendre service même à ceux dont il aurait pu se plaindre. On admirait l’extrême douceur de son caractère qui le portait à fuir les disputes, bien que l’habileté avec laquelle il maniait l’arme redoutable de l’ironie lui ait promis une victoire presque certaine.

### Œuvre littéraire et historique
Comme écrivain, Lenfant occupe dans les Lettres un rang que l’on n’a pas essayé de lui contester. On s’accorde à reconnaitre que ses ouvrages historiques, surtout ses histoires des conciles de Constance, de Pise et de Bâle, sont écrits d’un style pur, clair, sobre, grave ; que la matière y est traitée avec une impartialité remarquable, et les faits rapportés avec une exactitude scrupuleuse ou discutés avec autant de sagacité que d’érudition. La traduction du Nouveau Testament qu’il a publiée en collaboration avec Beausobre, passe à juste titre pour une des meilleures de son époque. Dans ses écrits de polémique, les questions sont traitées avec esprit et avec une modération qui ne nuit en rien à l’effet qu’ils sont destinés à produire. Ses sermons sont méthodiques, bien écrits et offrent quelques pages éloquentes. Pour en sentir tout le mérite, il fallait les lui entendre débiter d’une voix harmonieuse et sonore, qui impressionnait fortement ses auditeurs ; car à la lecture, on comprend difficilement qu’il ait joui, comme orateur, d’une aussi grande réputation.
Lenfant a été un des collaborateurs de la Bibliothèque germanique, à laquelle il a mis une préface, mais sa collaboration ne devint active qu’à partir du 4e vol. On trouve cependant dans les premiers volumes de ce recueil quelques pièces de lui : t. I, Lettre de l’auteur du Poggiana à M. de La Motte pour servir de supplément à cette pièce ; Lettre à M. de La Crose, au sujet du Poggiana ; Lettre à M. Des Vignoles pour prouver contre M. Bayle que les payens croyaient qu’il falloit demander la sagesse aux dieux ; — t.  II, Dissertation sur cette question : Si Pythagore et Platon ont eu connaissance des livres de Moyse et de ceux des Prophètes, question qu’il résout négativement ; Éclaircissement sur ce qu’il avait fait descendre Charles VI de Charlemagne ;—t. III Lettre sur les paroles inutiles, Matth. XII, 36 ; — t. IV, Réponse aux Remarques de M. de La Monnaye sur le Poggiana. Selon Barbier, il aurait rédigé aussi, avec Beausobre, La Croze et Mauclerc, le Journal littéraire d’Allemagne, de Suisse et du Nord, La Haye, 1741-43, 2 vol. in-8°, mais c’est évidemment une erreur du savant bibliographe.
Avant d’avoir la Bibliothèque germanique à sa disposition, Lenfant écrivit dans les journaux littéraires de Hollande. Au nombre des pièces qu’il y a publiées, on trouvera Remarques sur l’édition du Nouveau Testament par M. MM., Lettre latine sur le Nouveau Testament grec, publié par M. MM et Lettre latine sur l’édition du N. T. grec publié par les soins de M. Kuster, Lettre sur une dispute avec le P. Vota jésuite, ins. dans la Bibliothèque choisie de Le Clerc (t. XVI, XVIII, XXI, XXIII) ; Réflexions et remarques sur la dispute du P. Martianay avec un juif, Mémoire historique touchant la communion sous les deux espèces, Critique des remarques du P. Vavasseur sur les Réflexions du P. Rapin touchant la Poétique, publiée dans les Nouvelles de la république des lettres (1709 et 1710) ; Lettre sur le sens littéral des anciens oracles, à l’occasion de la Diss. sur le Psaume CX : ins. dans l’Histoire critique de la république des lettres (t. VI). Enfin on a joint des Remarques de Lenfant à une édition de l’Éloquence chrétienne par le jésuite Gisbert, donnée à Amsterdam, 1728, in-4°.

## Publications

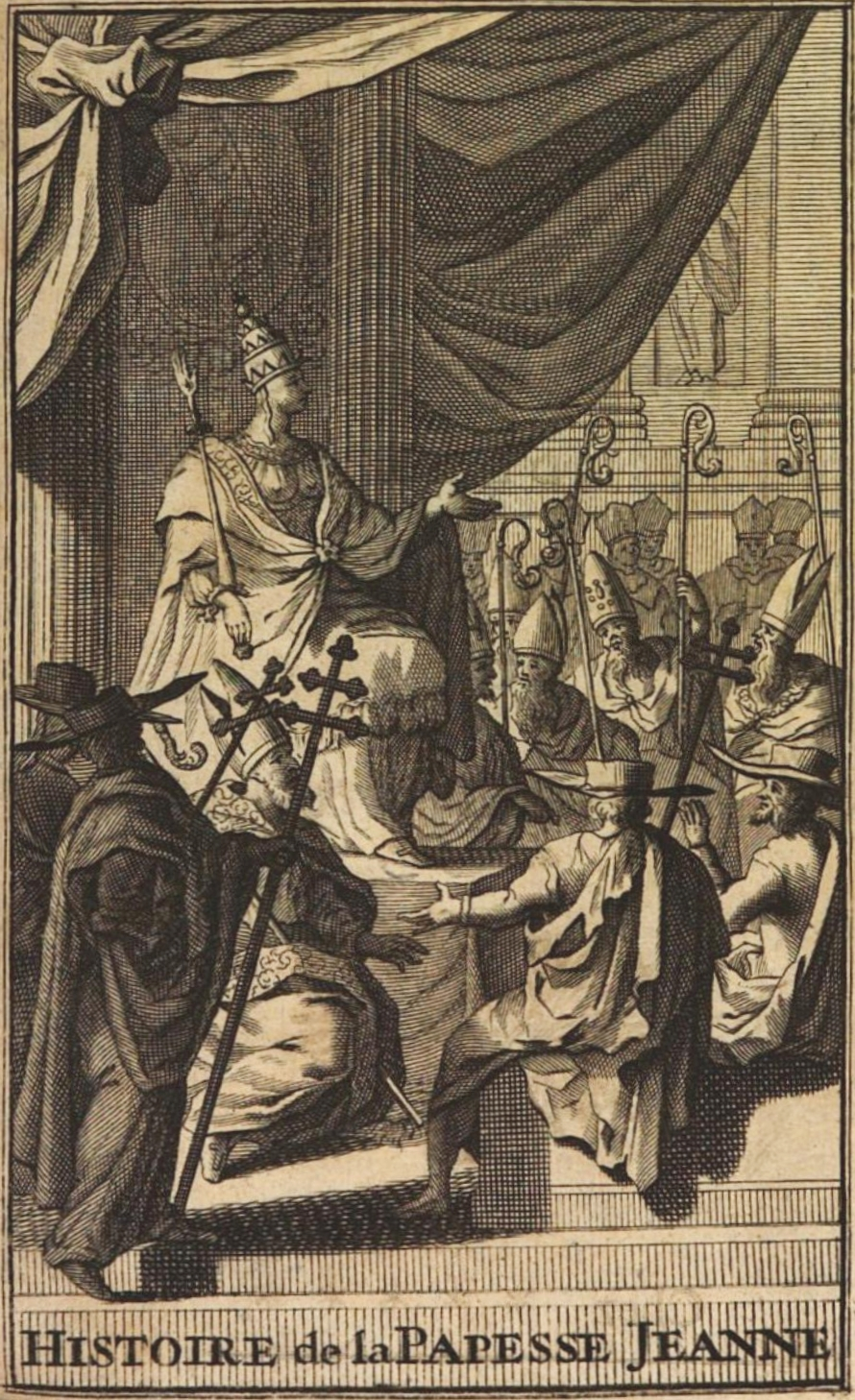
Histoire de la papesse Jeanne.

- Considérations générales sur le livre de M. Brueys intitulé Examen des raisons, etc., et par occasion sur ceux du même caractère, Rotterdam, 1684, in-4°.
- Lettres choisies de Saint-Cyprien aux confesseurs et aux martyrs, avec des remarques historiques et morales, Amsterdam, 1688, in-4°.
- Innocence du catéchisme de Heidelberg, 1690, in-12; réimp. à la suite du no XII.
- De inquirendâ veritate, Gen., 1694, in-4°.Traduction de Malebranche.
- Histoire de la papesse Jeanne fidèlement tirée de la dissertation latine de M. Spanheim, Cologne [Amsterdam], 1694, in-4° ; 2e édition augmentée, La Haye, 1720, 1758, 2 vol. in-4°.Les additions sont de Des Vignoles.
- Réponse à M. Dartis au sujet du socinianisme, Berlin, 1712, in-4°.
- Histoire du concile de Constance, tirée principalement d’auteurs qui ont assisté au concile, enrichie de portraits, Amsterdam, 1714, 2 vol. in-4° ; contrefaite en France ; nouvelle édition corrigée et augmentée, Amsterdam, 1727, 2 vol. in-4° ; trad. en angl., Londres, 1730, 2 vol. in-4°.Au jugement de Niceron, il est peu d’histoire aussi exacte et aussi sagement écrite que celle-ci, et selon Schroçkh, cet ouvrage suffirait pour rendre le nom de Lenfant immortel.
- Apologie pour l’auteur de l’Histoire du concile de Constance contre le Journal de Trévoux, Amsterdam, 1746, in-4°; réimp. dans la 2e édit., du numéro précédent.
- Discours prononcé dans l’église du Werder, le 26 déc. 1715, jour du Jubilé, sur Écclésiaste XLIV, 1-15, Berlin, 1716, in-4°; Amsterdam, 1716, in-4°.Éloge de la maison de Brandebourg.
- Le Nouveau Testament de N. S. J.-Ch., trad. en français sur l’original grec, Amsterdam, 1718, 2 vol. in-4°. Lenfant eut son collègue Beausobre comme collaborateur pour cette traduction précédée d’une Préface générale servant d’introduction à la lecture du Nouveau Testament, qui appartient en entier à Lenfant. Cette Préface de 236 p., est divisée en deux parties, la première traitant des connaissances qu’il faut posséder pour bien comprendre le Livre saint ; la 2e, de la divinité du Nouveau Testament, du style des écrivains sacrés, de la langue dans laquelle ils ont écrit, de la chronologie et de la géographie du Nouveau Testament, de l’harmonie des quatre Évangiles, des versions du Nouveau Testament, etc. Cette Préface a été traduite en allemand et publiée, en 1745, à Leipzig, avec un Avant-propos par Mosheim. La traduction du Nouveau Testament donna lieu à une vive polémique entre les auteurs et le ministre d’Artis.

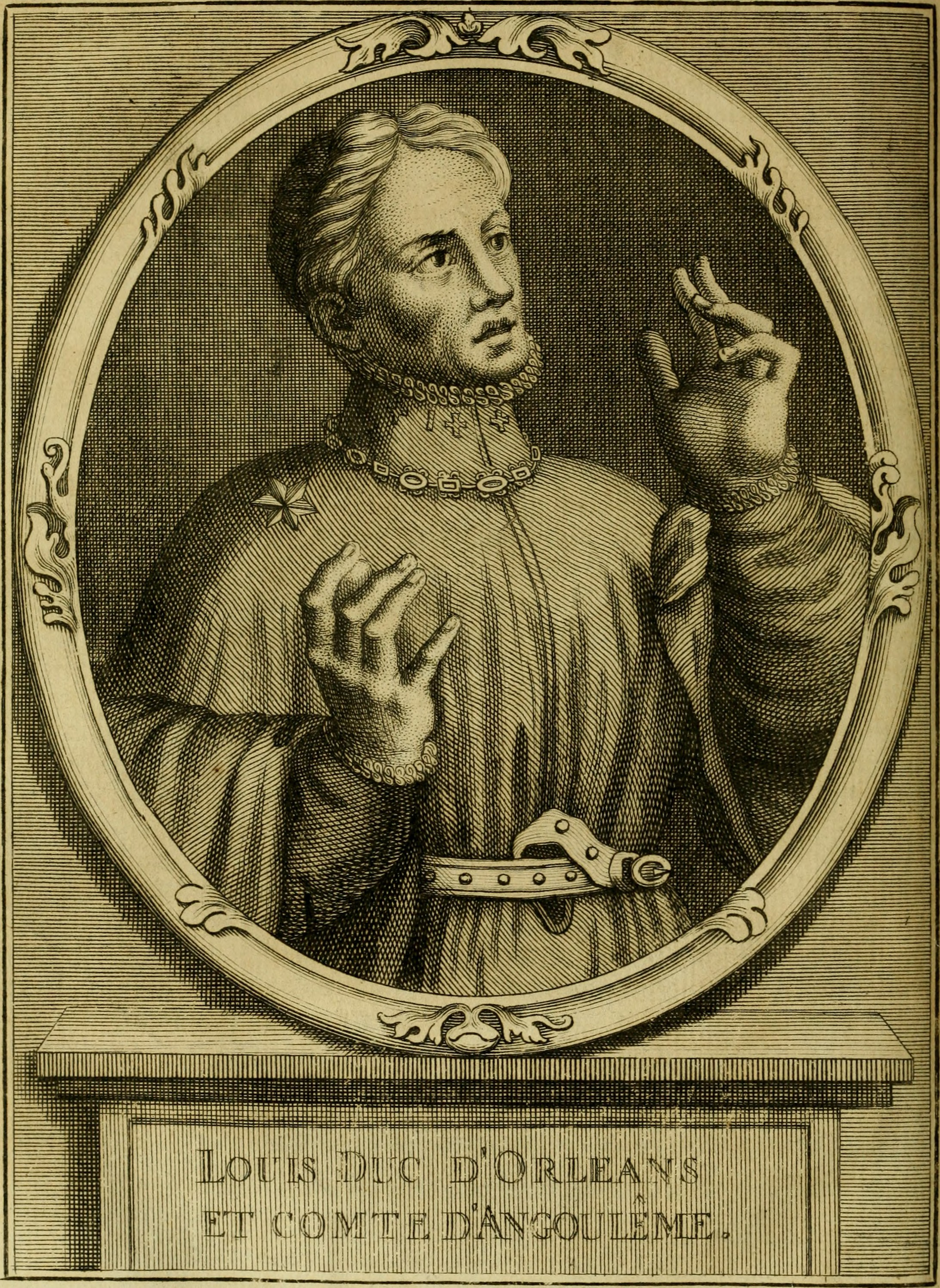
Histoire du concile de Pise.

- Poggiana ou la vie, le caractère, les sentences et les bons mots de Pogge Florentin, avec son Histoire de la république de Florence, et un supplément de diverses pièces importantes, Amsterdam, P. Humbert, 1720, 2 vol. in-12.
- Préservatif contre la réunion avec le siége de Rome, ou Apologie de notre séparation d’avec ce siège, contre le livre de Mlle de B., dame prosélyte de l’Église romaine, et contre les autres controversistes anciens et modernes, Amsterdam, 1723, 4 vol. in- 8°; réimp. à Amsterdam, 1723, 5 vol. in-8°, avec le no III, augmenté de Discours sur les catéchismes, sur les formulaires et sur les confessions de foi, discours qui avaient déjà été joints précédemment, comme préface, à une édition du Catéchisme de Heidelberg publiée à Berlin.
- Histoire du concile de Pise et de ce qui s’est passé de plus mémorable depuis ce concile jusqu’au concile de Constance, enrichie de portraits, Amsterdam, 1724, 2 vol. in-4°. Histoire exacte et complète de l’Église depuis la mort de Grégoire XI, en 1378, jusqu’à l’assemblée du concile de Pise en 1414.
- Seize sermons sur divers textes, Amsterdam, 1728, in-8°; trad. en allem., par Rambach, Halle, 1742, in-8°.
- Préface générale sur l’Ancien et le Nouveau Testament, publiée en tête d’une Bible française imp. à Hanovre, 1728, in-8°
- Histoire de la guerre des Hussites et du concile de Basle, Amsterdam, 1731, 2 vol. in-4°; contref., la même année, à Utrecht [Paris] ; trad. en allemand, Vienne, 1783-84, 4 vol. in-8°.

## Sources
- E. Haag, La France protestante ou vies des protestants français qui se sont fait un nom dans l'histoire : depuis les premiers temps de la réformation jusqu’à la reconnaissance du principe de la liberté des cultes par l'Assemblée Nationale, t. 6, Paris, Joël Cherbuliez, 1856, 574 p., p. 549-52.